# Бакайоко, Аксель
Аксель Мохамед Бакайоко (фр. Axel Mohamed Bakayoko; родился 6 января 1998 года в Париже, Франция) — французский футболист, вингер корейского клуба «Чхонан Сити».

## Клубная карьера
Бакайоко — воспитанник миланского «Интера». 8 декабря 2016 года в матче Лиги Европы против пражской «Спарты» он дебютировал за основной состав. Летом 2017 года Аксель в поисках игровой практики на правах аренды перешёл в «Сошо». 28 июля в матче против «Бур-ан-Бресс — Перонна» он дебютировал в Лиге 2, заменив во втором тайме Альдо Калулу. 6 апреля 2018 года в поединке против «Орлеана» Аксель забил свой первый гол за «Сошо». Летом 2018 года Бакайоко на правах аренды перешёл в швейцарский «Санкт-Галлен».

## Достижения
«Црвена звезда»
- Чемпион Сербии (2): 2020/21, 2021/22
- Обладатель Кубка Сербии (2): 2020/21, 2021/22